# Кинкас Крик из Воды
«Ки́нкас Крик из Воды́» (порт. Quincas Berro d’Água) — бразильский кинофильм 2010 года режиссёра Сержиу Машаду, по новелле классика бразильской литературы Жоржи Амаду «Необычайная кончина Кинкаса Сгинь Вода» (1959).

## Сюжет
В основу сценария положено одно из самых лучших произведений периода зрелого творчества Амаду. 
Действие происходит в столице Баии городе Салвадор. Толпа друзей — бродяг, женщин лёгкого поведения, бездельников и выпивох — ожидает своего предводителя в предвкушении очередного праздника. Но волею судьбы бывший государственный служащий в одиночестве умирает на своей постели от злоупотребления алкоголем. У сопротивляющихся доминированию буржуазии представителей богемы не укладывается в голове, что душа их компании — Кинкас — может умереть и оставить их на произвол судьбы. Не в силах смириться с потерей своего короля, вместо скорбных похорон друзья увлекают его в гущу живого пьяного веселья так, как-будто он ещё жив. В результате ночных приключений свою истинную кончину герой обретает в море.
Создатель фильма в интервью отметил, что эта лента не только о загадочной смерти Кинкаса, но также о его друзьях: бедняках, пьяницах, ненормальных — о тех, кого мы видим на улицах, но кем не интересуемся. 
Режиссёр сравнивал свой фильм с оперой-буффа, так как музыкальное сопровождение характеризует персонажей. 

## В ролях
- Паулу Жозе (Paulo José) — Кинкас
- Мариана Шименес — Ванда, дочь Кинкаса
- Владимир Бришта (Vladimir Brichta) — Леонарду, зять Кинкаса
- Милтон Гонсалвес — Делгаду Морайш (Delegado Morais)
- Ирандир Сантус (Irandhir Santos) — Кабу Мартин (Cabo Martim)
- Мариета Северу (Marieta Severo) — Мануэла, любовница Кинкаса (отсутствующий в новелле персонаж изъясняется на испанском языке[1])
- Отон Бастос — Алонсу (Alonso)

## Оценки
По мнению критика Инасиу Араужу (Inácio Araujo), в то время как своей спонтанностью новелла Жоржи Амаду преодолела возможные ограничения концепции «макумба для туристов» (macumba para turista) с её идеализацией жизни простых людей, своей экранизацией режиссёр претендует превратить Салвадор в придаток Голливуда, которому подчиняется бразильский кинематограф, пытаясь произвести впечатление и отбрасывая в сторону то, о чём должен говорить. Иными словами, при хорошей картинке не выполняется более важная задача по освещению проблем. 